# FRONT MISSION3
『FRONT MISSION3』（フロントミッション サード）は、1999年9月2日にスクウェア（現スクウェア・エニックス）より発売されたPlayStation用ゲームソフト。正式名称は「front mission 3」。ジャンルはシミュレーションRPG。
2009年3月25日よりゲームアーカイブスで配信されている他、2025年6月26日にはNintendo SwitchとNintendo Switch2でHDリメイク版の『frontmission 3:Remake』（フロントミッション サード:リメイク）が配信される予定の他、9月18日にはNintendo Switchでパッケージ版が発売される予定。

## 概要
フロントミッションシリーズの第3作目（外伝である『GH』『FA』を含めると第5作目）。
日本国内では、1999年9月2日にPlayStation（以下、PS）用ソフトとして発売された。その後、2000年に「ミレニアムコレクション」、2002年に「PS one Books」、2003年に『フロントミッション ヒストリー』（『1ST』、『2nd』、『3rd』の同梱セット）、2006年に「アルティメットヒッツ」として再版を重ねている。
それぞれパッケージが異なるが、ゲーム内容には変更はない。日本以外では、北米圏でも発売されている。売上本数は約30万本（日本国内）。キャッチコピーは「さらに深く、速く、リアルに。完成された第三のドラマ。」。

## ゲーム内容
“兵器”M.I.D.A.S.と人工的に生み出されたイマジナリーナンバーの人類への逆襲が主題。当時から問題になった遺伝子操作問題や、巨大化してなお旧来と変化の無い国家構造等から“人間の存在とは何か?”という重大な問題を扱っている。
西暦2112年の物語を描いた本作は、第5作『FRONT MISSION5 Scars of the War』のストーリーと関連が深い。
主人公は19歳の青年であり、横須賀の軍基地で発生した爆発事件に巻き込まれ、世界をも巻き込む陰謀に仲間とともに立ち向かう。

## ゲーム音楽
本作は時代設定が第2作よりも未来であることから、葉山宏治は第2作よりも切なく、かつそれとは逆に爽快な志向で作曲した。
松尾早人が作曲した通常戦闘の曲『侵略』は、岩崎英則によりアレンジされ『FMO』での通常戦闘曲や『5th』のサバイバルシミュレーターの曲として使用されていることもあり、シリーズ中かなりの頻度で登場する曲となっている。

## ゲームシステム
本作は均等な熟練制やスキル修得システムの導入により、シナリオの進行に従って「ラスボスを倒す」という本来の目的以外に、これらのシステムを利用して最強のキャラクターを育てるというやり込み目的で遊ぶこともできる。
戦闘シーンの簡略化がなされたことにより、マップのグラフィックが前作と比べてさらにリアルになっている。人物やヴァンツァー・戦車・ヘリのHP･AP・スキル等を表示するステータスウィンドウのフォーマットも本作で確立され、以降の作品も本作をほぼ踏襲したフォーマットが採用される。
以下に、本作で取り入れられた主なシステムを挙げる。

### ダブルフィーチャー・シナリオ
シリーズでは唯一となる、マルチエンディング方式（後述）を採用しており、ゲーム序盤に発生する選択肢により「アリサ編」と「エマ編」にストーリーが分岐する。双方のストーリーではシナリオ名に冠せられたメインヒロインのほか、主人公の所属勢力や参入キャラクターも大きく異なるものとなっている。

### 準フリーパーティ
主人公を含む仲間キャラクターをある程度自由に選び、パーティを自由に編成するキャラクターメイキングのシステムが取り入れられている。
パーティの編成はミッション開始前に行う。最終的に仲間になるのは8人であり、一マップに参戦できるのは最大4人である。ただし、必ずしも4人で戦闘しなければならないわけではなく、主人公一人もしくは主人公抜きでも戦闘をすることも可能。

### 戦闘システム
本作は戦闘システムでも新要素がいくつか見られる。
ステータス
本作では熟練値を採用しており、全25段階（A→A☆→A☆☆→A☆☆☆→B→B☆→…→F☆☆→F☆☆☆→S）存在する。これが低過ぎると戦闘は苦戦し、逆に高過ぎると戦闘終了後の評価が低下しやすくなる。
なお、ステータスが評価値（後述）と連動するというシステムは本作のみであるが、ヴァンツァーの乗換えや武器の変更によって対処は可能である。
一方、APシステムが簡略化され、この点は『4th』『5th』でも継承された。
評価値
本作では膨大な数のステージ（各シナリオ合わせて120以上）が存在するが反面一つ一つは狭く、短くなっており、1マップにおける攻略はコンパクトなものとなった。評価値はその一環として生まれた要素で、総ダメージ量 ・敵撃破数などによってプレイヤーの力量が評価されるシステムである。
高評価を重ねた場合、後述のシミュレーターにおいて、出現する敵機に変化が生じる。
シミュレーター
シナリオ進行に関係なく自由にプレイ可能な戦闘マップ。他のシリーズで言う闘技場にあたる。
APシステム・エースポイント
後述の改造システムと連動し、属性防御力・命中率・バーニア・ローラーダッシュ・回避率にAPを割り振ることで機体の性能を向上させることが出来る。
エースポイントは敵のパーツを破壊することによって得られ、パイロットのAPを向上させるポイント。

スキル
前作よりもスキルの数が大幅に増加すると共に系統別に整理され、以後のシリーズにおけるスキル体系が本作で確立された。本作でのスキルの習得方法はパーツに依存しており、対応する武器を使用、もしくは状態に置くことによってランダムに習得するというものである。ただし、一部のCOMを装備することによって習得率は変化する。
なお、全パーツに習得可能なスキルは存在するが、それらは全て異なる。前作にあったスキルチェーンも簡略化されて存在する。
改造システム
WAPを強化するシステム。本作ではWAPのHP・属性防御力・命中率・バーニア・ローラーダッシュ・回避率が強化できる。このため、前半の機体が後半になっても第一線での使用が可能である。
射線
本作より近距離武器の射程が増大し、障害物や高低差によって命中率が増減することとなった。これにより敵との位置関係や地形を如何に利用するか、という戦術が生まれる。また、本作では障害物の破壊も可能である。移動に関しては通常の歩行とローラーダッシュを切り替えられ、地形に応じた脚パーツの切り替えも重要になった。
ディスチャージ・バトル・システム(Discharge Battle System)
本作では敵のWAP、戦車、ヘリを奪い搭乗することが可能。敵のWAPからパイロットを強制排出もしくは機内のパイロットを倒した後、他の仲間がそのWAPに乗り込み、戦闘終了まで破壊されなかった場合にはそのWAPを入手することができる。また、捕獲することでのみ入手が可能なWAPも存在する。
対人戦
本作では対WAP用兵器を装備した生身の兵士も敵ユニットとして登場する他、敵・味方パイロット共に一律にHPが設定されており、機体から降りた場合も一つのユニットとして扱われる。
人間ユニットはWAPと比較し耐久力は低いが、回避率が高く必ず先攻を取れる、ハンドガンでもステータス異常を起こせる等といったアドバンテージを持つ。

ステータス異常
本作から、次のステータス異常が新たに登場した。 
「強制排出」
機体からパイロットを強制的に降ろさせる状態異常で、炎熱属性の攻撃やイジェクトパンチ等のスキルを使うと生じやすい。

### 天網
『2nd』に登場した「ネットワーク」の発展形。前作の企業・国家等のフォーラムを閲覧する機能に加え、作中の登場人物からメールが送られてくるなどの新機能を有する。また、ネットワーク上からショップを呼び出せたり、シミュレーターでの訓練を行うことも出来る。
天網内での行動によって、本編でのミッションでの行動に部分的な変化が起きる場合もある。

## その他
- 作中、とあるところで前作「2nd」の宣伝を見ることが出来る。他、作中でスクウェアのメールアドレスが隠しで存在するなど遊び要素は非常に強い。
- 設定資料集によれば、本作の主人公である武村和輝のイメージカラーは、優しさや清らかさを表す「白」と強さや熱情を表す「赤」の2つである。前者は「エマ編」で、後者は「アリサ編」で強調されており、多くの登場人物が持つ二面性とダブルフィーチャーシナリオを象徴しているといえる。

## スタッフ
- ディレクター:土田俊郎
- シナリオ:米坂典彦、松田一宏
- メインキャラクターデザイン :山田章博
- 音楽 :葉山宏治、松尾早人
- エグゼクティブプロデューサー :坂口博信

## 関連商品
発売に先駆け、『聖剣伝説 LEGEND OF MANA』の初回盤の付属ディスク「SQUARE'S PREVIEW Vol.5」に本作の体験版が収録されていた。
発売から数ヶ月間、コトブキヤからアクションフィギュアとしてゼニスレヴ、107式強盾、メレディンM1、ドレーグM2C、グリレゼクス、瞬王1型(製品名はI.N部隊専用ヴァンツァー)、冷河1型が発売・販売されており、ステッカーやテレホンカードもスクウェアから発売・販売された。